# تئاتر ساموئل گلدوین

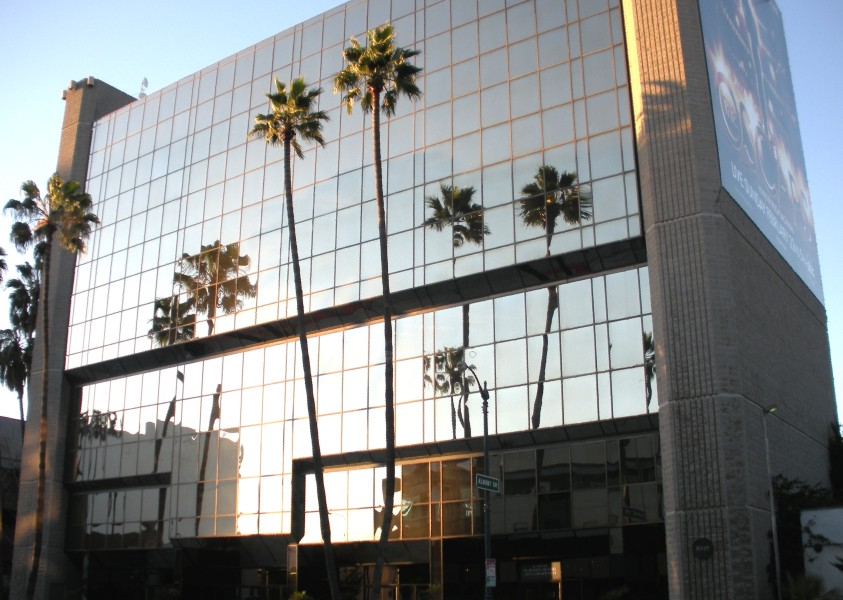
ساختمان مقر AMPAS، بورلی هیلز، کالیفرنیا

تئاتر ساموئل گلدوین یک سالن نمایش فیلم است که به نام فیلمساز مشهور، ساموئل گلدوین نامگذاری شده‌است.
این سالن در کالیفرنیا، بورلی هیلز، شماره ۸۹۴۹ بلوار ویلشر، در دفتر مرکزی آکادمی علوم و هنرهای سینما (اَمپاس) واقع شده‌است. آکادمی در هر ژانویه از این تئاتر برای اعلام نامزدهای جوایز آکادمی که با نام اسکار شناخته شده‌است استفاده می‌کند.